# Recursos minerales de Marte

Región de Olympus Mons que incluye varios volcanes grandes

El planeta Marte puede contener minerales que serían muy útiles para los posibles colonos. La abundancia de características volcánicas junto con la formación de cráteres generalizados son una fuerte evidencia de una variedad de minerales. Si bien es posible que no se encuentre nada en Marte que justifique el alto costo del transporte a la Tierra, cuantos más minerales puedan obtener los futuros colonos de Marte, más fácil será construir colonias allí.

## Cómo se hicieron los depósitos
Los depósitos de mineral se producen con la ayuda de grandes cantidades de calor. En Marte, el calor puede provenir de rocas fundidas que se mueven bajo tierra y de impactos de cráteres. La roca líquida debajo de la tierra se llama magma. Cuando el magma se asienta en cámaras subterráneas, enfriándose lentamente durante miles de años, los elementos más pesados se hunden. Estos elementos, incluidos el cobre, el cromo, el hierro y el níquel, se concentran en el fondo. Cuando el magma está caliente, muchos elementos pueden moverse libremente. A medida que avanza el enfriamiento, los elementos se unen entre sí para formar compuestos químicos o minerales. Debido a que algunos elementos no se unen fácilmente para formar minerales, existen libremente después de que casi todos los demás elementos se han unido en compuestos o minerales. Los elementos restantes se denominan elementos incompatibles. Algunos de ellos son bastante útiles para los humanos. Algunos ejemplos incluyen niobio, un metal utilizado en la producción de superconductores y aceros especiales, lantano y neodimio, y europio para monitores de televisión y bombillas LED de bajo consumo.
Después de que la masa de magma se haya enfriado y se haya congelado o cristalizado en su mayor parte en un sólido, queda una pequeña cantidad de roca líquida. Este líquido contiene importantes sustancias como plomo, plata, estaño, bismuto y antimonio. A veces, los minerales en la cámara de magma están tan calientes que ocupan un estado gaseoso. Otros se mezclan con agua y azufre en soluciones acuosas. Los gases y las soluciones ricas en minerales eventualmente se abren camino hacia las grietas y se convierten en vetas minerales útiles. Los minerales minerales, incluidos los elementos incompatibles, permanecen disueltos en la solución caliente y luego cristalizan cuando la solución se enfría. Los depósitos creados por medio de estas soluciones calientes se denominan depósitos hidrotermales. Algunos de los depósitos de oro, plata, plomo, mercurio, zinc y tungsteno más importantes del mundo comenzaron de esta manera. Casi todas las minas en el norte de Black Hills de Dakota del Sur surgieron debido a los depósitos de minerales de agua caliente. Las grietas a menudo se forman cuando una masa de magmase enfría porque el magma se contrae y se endurece cuando se enfría. Las grietas ocurren tanto en la masa de magma congelada como en las rocas circundantes, por lo que el mineral se deposita en cualquier tipo de roca que esté cerca, pero los minerales del mineral primero tuvieron que concentrarse mediante una masa fundida de magma.
La investigación llevada a cabo en la Universidad Estatal de Luisiana encontró diferentes tipos de materiales volcánicos alrededor de los volcanes en Elysium Mons. Esto demostró que Marte puede tener una evolución de magma. Esto conduce a la posibilidad de encontrar minerales útiles para una futura población humana en Marte".